# 入澤充
入澤 充（いりさわ みつる、1951年6月29日 - ）は、日本の教育法学研究者である。
現在、国士舘大学法学部教授。専門は教育法学、スポーツ法学。群馬県出身。

## 来歴・人物
群馬県北群馬郡伊香保町で出生。1976年3月　立正大学経済学部経済学科卒業。
1976年4月 - 1998年6月　総合労働研究所、エイデル研究所研究員（その後、同研究所及びエイデル研究所で季刊教育法編集長を歴任。）。
1996年4月 - 1998年3月　昭和女子大学人間社会学部非常勤講師（教育法規・法学・教育制度論）。1998年4月 - 2001年3月　東京女子体育大学体育学部講師（法学・スポーツ法学）。2001年4月 - 2007年3月　東京女子体育大学体育学部助教授（法学・スポーツ法学）。
2001年4月 - 2002年3月　中央大学文学部非常勤講師（教育行財政学）。2001年10月 - 2005年3月　群馬大学教育学部学校教育講座非常勤講師。
2008年4月 - 2012年3月　群馬大学大学院教育学研究科専門職学位課程教授。2012年4月 - 国士舘大学法学部法律学科教授。
現在に至る。趣味はゴルフ。

## 専門分野
教育法学
- 学校経営と危機管理体制の構築
- 教育と福祉の権利
- 子どもの人権と教育権保障
- スポーツ活動中の事故と指導上の法的責任
- 学校事故と危機管理

## 著書・論文

### 著書（単著）
- 『学校事故　知っておきたい！　養護教諭の対応と法的責任』（時潮社、2009年）
- 『教師のための法律学』（道和書院、2006年）
- 『教師をめざす人の法律学』（道和書院、2004年）

### 著書（共著）
- 『スポーツ指導・実務ハンドブック』（道和書院、2010年）
- 『改訂版　教育法規解体新書』（東洋館出版社、2009年）
- 『初任者研修・実務必携』（第一法規、2009年）
- 『必携スポーツ関係六法』（道和書院、2009年）
- 『教育法要説』（道和書院、2008年）
- 『必携スポーツ関係六法2008年版』（道和書院、2008年）
- 『教育法規解体新書』（東洋館出版社、2007年）
- 『必携スポーツ関係六法2007年版』（道和書院、2007年）
- 『必携スポーツ関係六法2006年版』（道和書院、2006年）
- 『憲法と教育人権』（日本評論社、2006年）
- 『必携スポーツ関係六法2005年版』（道和書院、2005年）
- 『国立大学法人化の衝撃と私大の挑戦』（エイデル研究所、2005年）
- 『必携スポーツ関係六法2004年版』（道和書院、2004年）
- 『学校の基本法令』（学事出版、2004年）
- 『スポーツの法律入門』（山海堂、2004年）
- 『大学と法－高等教育50判例の検討を通して－』（エイデル研究所、2004年）
- 『改訂　教育法講義』（エイデル研究所、2003年）
- 『市民・子ども・教師のための教育行政学』（中央大学出版会、2003年）

### 論文
- 『地域の力を利用した学校安全のあり方－危機管理対応と課題－』（日本学習社会学会「学習社会研究」、2010年）
- 『親の無理難題要求に対応するための同僚性と協働性』（季刊教育法165号、2010年）
- 『教育基本法改正案国会審議の検証（1）』（季刊教育法第150号、2006年）
- 『部活動事故と指導者の法的責任－スポーツ指導上の「暴力」問題－部活動指導でなぜ暴力が多発するか』（季刊教育法、2005年）
- 『子どもの危機対応にかかわる法知識』（児童心理、2004年）
- 『数値目標は学校経営に有効か』（教職研修総合特集、2004年）
- 『部活動事故と指導者の法的責任③－ラグビー事故と指導者の注意義務（2）』（季刊教育法、2003年）
- 『非営利組織のマネジメント改革』（季刊教育法、2003年）
- 『部活動事故と指導者の法的責任②－ラグビー事故と指導者の注意義務（1）』（季刊教育法、2003年）
- 『教育法制における教育基本法の役割－教育基本法の理念と規制緩和の相克－』（日本教育法法学会年報、2002年）
- 『部活動事故と指導者の法的責任①』（季刊教育法、2002年）

## 所属学会
- 日本教育法学会
- 日本スポーツ法学会
- 日本体育・スポーツ政策学会
- 日本学習社会学会